# Sean Dillon
Sean Dillon (* 30. Juli 1983 in Dublin) ist ein irischer Fußballspieler, der seit 2017 beim schottischen Verein FC Montrose unter Vertrag steht. Ursprünglich nur als rechter Außenverteidiger eingesetzt, spielt er als linker Außenverteidiger sowie seltener im Mittelfeld.

## Karriere
Als Jugendlicher spielte Dillon beim englischen Verein Aston Villa. Seinen ersten Profivertrag schloss er 2002 beim irischen Verein Longford Town ab, mit dem Sean Dillon zweimal den FAI Cup und einmal den League of Ireland Cup gewann. 2006 wurde Dillon mit Shelbourne Irischer Meister, bevor er 2007 zu Dundee United wechselte, wo er 2010 den schottischen Pokal gewann.

## Erfolge
- FAI Cup: 2003, 2004
- League of Ireland Cup: 2004
- League of Ireland: 2006
- Scottish FA Cup: 2010